# Politique au Bhoutan
Cet article traite de la politique au Bhoutan.

## Système politique

### Réforme
Le projet de constitution, en préparation depuis 2001, prévoit la création d'un parlement bicaméral, composé d'une Assemblée nationale de 75 membres et d'un Conseil national de 25 membres. Le chef de l'État serait le roi, mais il pourrait être destitué par un vote réunissant les voix des deux-tiers des membres du Parlement.
Le 17 décembre 2005, le roi du Bhoutan, Jigme Singye Wangchuck, annonce vouloir faire du pays une monarchie constitutionnelle et annonce des élections démocratiques en 2008,. Le roi précise qu'il abdiquera à cette date en faveur du prince héritier Dasho Jigme Khesar Namgyal Wangchuck, son fils aîné (âgé de vingt-cinq ans en 2005). L'abdication a finalement lieu en 2006 et le nouveau roi est officiellement couronné le 6 novembre 2008 à 8 h 31 précises. À ce jour, il est le plus jeune roi au monde.
En 2007, les premiers partis politiques sont fondés et officiellement reconnus. Ils participent aux élections législatives, le 24 mars 2008. Parmi eux, le Parti démocratique populaire et le Parti vertueux du Bhoutan. Le Parti vertueux remporte l'élection, obtenant 44 des 47 sièges de la chambre basse du parlement, permettant à Jigme Thinley d'accéder au poste de Premier ministre.
En mars 2008, le Bhoutan abolit la monarchie absolue et devient une monarchie constitutionnelle. Le roi cède le trône à son fils : « Pourquoi couronner un héritier seulement quand la nation est en deuil du dernier roi ? », explique-t-il. 
Le couronnement du nouveau roi est l’occasion de réaliser les premières élections législatives avec la création d’un parlement habilité à destituer le roi par vote aux 2/3.
Cependant, en 2009, ce passage de la monarchie absolue à un système semi-démocratique ne semble pas avoir eu d'effets positifs, les initiatives économiques du parti majoritaire ayant été jugées peu convaincantes dans un contexte de crise mondiale, et les avancées vers un système réellement démocratique trop faibles.
Le 13 octobre 2011, le nouveau roi épouse Jetsun Pema, une roturière.
Le 22 novembre 2011, le Maroc signe des accords diplomatiques avec le Bhoutan.

### Seconde législature de 2013
À la suite des élections parlementaires bhoutanaises de 2013, qui voient la victoire du Parti démocratique du peuple en juillet 2013, son président, Tshering Tobgay, succède à Jigme Thinley au poste de Premier ministre. Selon les observateurs, les principaux problèmes à traiter sont le renforcement de l'économie, afin de diminuer les écarts de revenus entre riches et pauvres, l'amélioration des politiques d'éducation et de santé, et la construction d'infra-structures routières et de transport.
D'autre part, le Parti démocratique du peuple a critiqué pendant les élections la détérioration des relations avec l'Inde faisant suite au rapprochement avec la Chine, ce qui a entraîné une baisse massive des subventions indiennes sur le pétrole et le gaz.
Une fois nommé, Tshering Tobgay remet en cause le discours sur le Bonheur national brut, expliquant que le gouvernement précédent a passé beaucoup plus de temps à en parler qu'à agir, et relève que le pays est confronté à quatre grands défis : l'endettement, la monnaie, le chômage, dont celui des jeunes, et la perception d'une corruption croissante.

## Bonheur national brut
L'une des particularités du Bhoutan est sa poursuite du bonheur à travers l'amélioration de ce qu'il appelle le « Bonheur national brut » ou  BNB. Là où la majorité des gouvernements se basent sur la valeur du produit national brut (PNB) pour mesurer le niveau de richesse des citoyens, le Bhoutan y a substitué le BNB pour mesurer le niveau de bonheur de ses habitants. Cet indice se base sur quatre facteurs :
- la croissance et le développement économique ;
- la conservation et la promotion de la culture bhoutanaise ;
- la sauvegarde de l'environnement et la promotion du développement durable ;
- la bonne gouvernance responsable.

Instauré en 1972, le BNB a petit à petit fait son chemin dans la communauté internationale. Ainsi, une rencontre internationale sur la définition de la prospérité a eu lieu à l'université Saint-Francis-Xavier, au Canada. Sur les 400 personnes, venant de plus de dix pays différents, plus d'une trentaine étaient bhoutanais. Parmi eux il y avait des enseignants, des moines et des responsables politiques.
L'une des décisions les plus marquantes prises dans le cadre de la promotion du BNB au Bhoutan a été l'interdiction de commercialiser du tabac.

## Purification ethnique au sud-Bhoutan
Dans les années 1980, dans l'intention de renforcer l'identité nationale bhoutanaise, la campagne « une Nation, un Peuple » fut lancée afin d'intégrer les groupes ethniques et culturels périphériques dans la société bhoutanaise traditionnelle. L'ancien code de conduite dit Driglam namzha et l'usage de la langue officielle dzongkha furent rendus obligatoires.
À peu près à la même époque, le premier recensement national dans l'histoire du Bhoutan confirma l'existence d'une importante population d'origine népalie au sud du pays. Cette population minoritaire, les Lhotshampas, obtint officiellement la nationalité bhoutanaise en 1958. Néanmoins le gouvernement revint ultérieurement sur cet accord et décida que les Lhotshampas étaient des immigrants illégaux. À la suite de quoi ils furent expulsés du pays par des méthodes qualifiées de purification ethnique, avec des incidents rapportés par des journaux tels que le Washington Post.
Les forces de sécurité furent utilisées contre les Lhotsampas. Selon l'ancien citoyen bhoutanais Dorje Gurung, « nous avons été menacés. Ils nous ont dit que nous devions quitter le pays dans les quinze jours, sinon nous serions torturés ou tués. » Du fait de ces persécutions et de cette ségrégation raciale, ces populations se réfugièrent au Népal, où elles furent recueillies dans des camps administrés par le Haut-Commissariat aux Réfugiés des Nations unies (UNHCR).
Malgré les tentatives de médiation entre les gouvernements du Bhoutan et du Népal pour résoudre ce problème, le nombre de réfugiés a augmenté jusqu'à cent mille, les citoyens bhoutanais expulsés fondant des familles et élevant leurs enfants dans ces camps. Tandis que le Bhoutan soutient que certains de ceux qui vivent dans ces camps sont des opportunistes profitant des aides du UNHCR, le problème s'est aggravé avec la réduction des subventions.
En 2007, en dernier recours, le gouvernement américain a annoncé qu'environ 60 000 réfugiés seraient accueillis aux États-Unis. D'autres pays se sont joints à ce programme, comme le Canada, qui a accepté de recevoir 5 000 personnes, et la Norvège 200.

### Filmographie
- Bhoutan, naissance d'une démocratie, film documentaire de Frédéric Compain, ADAV, Paris, 2011 (cop. Via Découvertes, 2008), 52 min (DVD)